# جودی سوئیتین
جودی سوئیتین (انگلیسی: Jodie Sweetin؛ زادهٔ ۱۹ ژانویهٔ ۱۹۸۲) یک هنرپیشه اهل ایالات متحده آمریکا است. وی از سال ۱۹۸۷ میلادی تاکنون مشغول فعالیت بوده‌است.
از فیلم‌ها یا مجموعه‌های تلویزیونی که وی در آن‌ها نقش داشته است می‌توان به چشم عزیزم (۲۰۰۳) اشاره نمود.
وی در سال ۱۹۹۰ میلادی، برندهٔ جایزه هنرمند جوان گردید.